# فرودگاه تک‌باند گوساو
فرودگاه تک‌باند گوساو (به انگلیسی: Gusau Airstrip) یک فرودگاه همگانی با کد یاتا QUS است که یک باند فرود خاک رس دارد و طول باند آن ۱۴۶۳ متر است. این فرودگاه در کشور نیجریه قرار دارد و در ارتفاع ۴۶۳ متری از سطح دریا واقع شده است.